# Kučukkajnarški mir
Kučukkajnarški mir (rusko Кючу́к-Кайнарджи́йский мир, Kjučuk-Kajnardžijski mir, turško Küçük Kaynarca Antlaşması) je bila mirovna pogodba, ki sta jo 21. julija 1774 v Küçük Kaynarci (sedaj Kajnardža, Bolgarija) podpisali Ruski imperij in Osmansko cesarstvo. Po nedavnem turškem porazu v bitki pri Kozludži se je uradno končala rusko-turška vojna (1768–1774) in označila poraz Osmanskega cesarstva v boju proti Rusiji. Rusko stran je predstavljal feldmaršal Rumjancev, turško pa Musul Zade Mehmed Paša. Pogodba je bila veliko ponižanje za nekoč mogočno osmansko državo in znanilec kasnejših konfliktov med Osmani in Rusi. Za rusko stran je bila samo eden od mnogo poskusov za prevzem oblasti na osmanskem ozemlju. 
Rusija je morala Osmanskemu cesarstvu vrniti Moldavijo in Vlaško, vendar je dobila pravico do zaščite pravoslavnih kristjanov v Osmanskem cesarstvu in pravico do posredovanja v  Moldaviji in Vlaški zaradi zlorab turških oblasti. Rusija je pridobljene pravice za zaščito kristjanov uporabila predvsem v obdonavskih kneževinah Vlaški in Moldaviji, zlasti med vladanjem zadnjih fanariotskih knezov in po grški vojni za neodvisnost (1821–1829). Leta 1787 je sultan Abdul Hamid I. zaradi naraščajočih sovražnosti Rusiji napovedal novo vojno.
Na Kavkazu je Rusija dobila Kabardijo, neomejeno suverenost nad pristaniščema Azov in Enikale na Kerškem polotoku na Krimu in del pokrajine Edisan med rekama Bug in Dneper ob izlivu Dnepra, vključno s pristaniščem Herson. Rusija je z njim dobila svoje drugo pristanišče na Črnem morju, ki zdaj ni bilo več v popolni osmanski domeni.  
Z Niško pogodbo, podpisano leta 1739, je morala Rusija Osmanskemu cesarstvu vrniti Krim in Moldavijo. Dovolili so ji zgraditi pristanišče Azov, vendar brez utrdb in pravic do vojnega ladjevja na Črnem morju. Vse omejitve iz Niške pogodbe so bile s Kučukkajnarško pogodbo ukinjene. Razen tega je Rusija dobila pravico do plovbe skozi Dardanele, pravoslavni kristjani pa pravico, da plujejo pod rusko zastavo. Dogovorjena je bila tudi gradnja ruske pravoslavne cerkve v Carigradu, ki se ni nikoli udejanila. Bukovino je Rusija leta 1775 prepustila Avstriji.
Krimski kanat je bil prvo muslimansko ozemlje, ki se je osvobodilo osmanske nadoblasti, ker je Kučukkajnardžijska pogodba prisilila Visoko porto, da je Krimskim  Tatarom priznal neeodvisnost, čeprav je sultan kot kalif islama ostal njihov verski vodja. Kanat, ki je bil uradno neodvisen, je bil dejansko odvisen od Rusije, dokler ga ni Katarina Velika leta 1783 priključila k Rusiji in s tem še povečala rusko moč na Črnem morju.   
Z rusko-turško vojno 1768–1774 se je začelo obdobje evropske preokupacije z vzhodnim vprašanjem: kaj bi se zgodilo v ravnotežju moči, če bi Osmansko cesarstvo izgubilo svoje ozemje in se sesulo? Kučukkajnarška pogodba je dala nekaj odgovorov na to vprašanje. Po sklenitvi karlovškega miru leta 1699 Osmansko cesarstvo ni bilo več agresivna sila, ki je več kot tri stoletja ogrožala krščansko Evropo. 
Eden od največjih nasprotnikov Osmanskega cesarstva so postali Habsburžani, ruski carji pa so se trudili priti na Črno morje, glavni branik prestolnice Istanbul. Rusko ladjevje je po dveh stoletjih konfliktov nazadnje uničilo osmansko vojno ladjevje, ruska kopenska vojska pa je večkrat težko porazila osmansko vojsko. Meje Osmanskega cesarstva so se v naslednjih dveh stoletjih postopoma krčile in Rusiji je uspelo potisniti zahodno mejo svojega imperija na zahod do Dnepra.